# San Miguel Ahuehuetitlán
San Miguel Ahuehuetitlán är en kommun i Mexiko.   Den ligger i delstaten Oaxaca, i den sydöstra delen av landet, 210 km söder om huvudstaden Mexico City.
Följande samhällen finns i San Miguel Ahuehuetitlán:
- La Luz Tenexcalco